# Tre piccole parole
Tre piccole parole (Three Little Words) è un film del 1950 diretto da Richard Thorpe.
Grazie a questo film, Fred Astaire vinse il Golden Globe per il miglior attore in un film commedia o musicale.

## Trama
Bert Kalmar vuole diventare un cantante professionista ma non ha un compagno. Durante uno spettacolo andato male, incontra Harry Ruby, un musicista che scrive canzoni ma non ha un interprete che le canti. I due si uniscono e diventano famosi in poco tempo. Bert si fidanza con Jessie Brown, e Harry con Mrs. Carter, che si scoprirà avere un amante segreto. I due litigano ma si riconciliano grazie a Eileen, la nuova fidanzata di Harry.